# Poemat

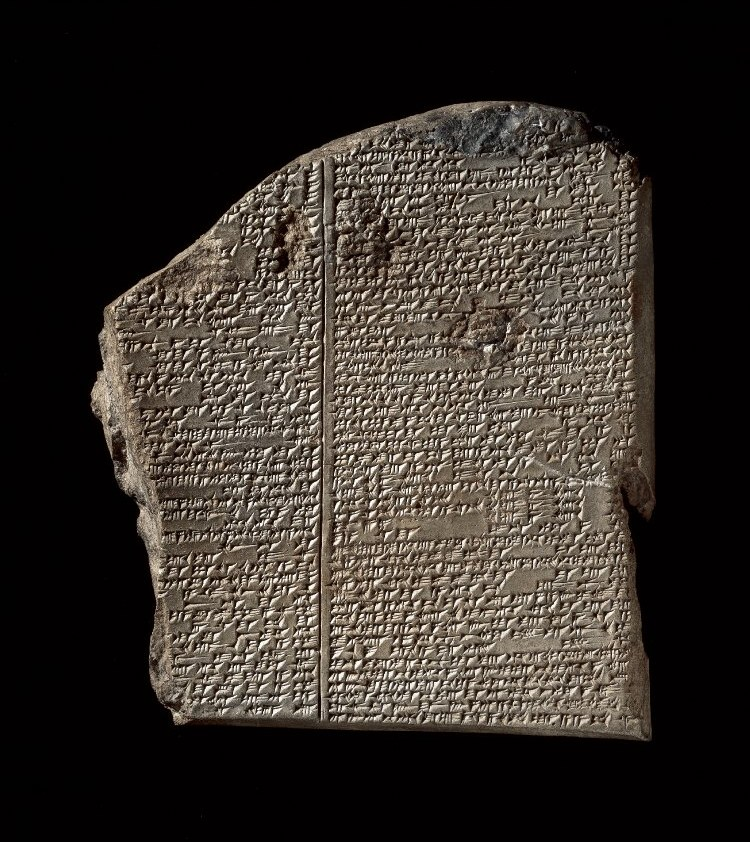
Epos o Gilgameszu (przypuszczalnie XIII-XI w. p.n.e.)

Poemat – dłuższy utwór wierszowany obejmujący ciąg wydarzeń tworzących fabułę lub grupę refleksji, opisów.
Niektóre gatunki poematów:
- poemat epicki
- poemat opisowy
- poemat dydaktyczny
- poemat heroikomiczny – parodia eposu bohaterskiego
- poemat dygresyjny – wątek fabularny przeplatany dygresjami autora
- poemat filozoficzny
- poemat liryczny

Odrębnym typem jest poemat prozą – gatunek liryczny ukształtowany w romantyzmie, rozpowszechniony we współczesnej poezji, mający charakter osobisty lub refleksyjny o zwartej kompozycji.